# Norelona pyrenaica
Norelona pyrenaica is een slakkensoort uit de familie van de Elonidae. De wetenschappelijke naam van de soort is voor het eerst geldig gepubliceerd in 1805 door Draparnaud.